# Piwowarstwo domowe

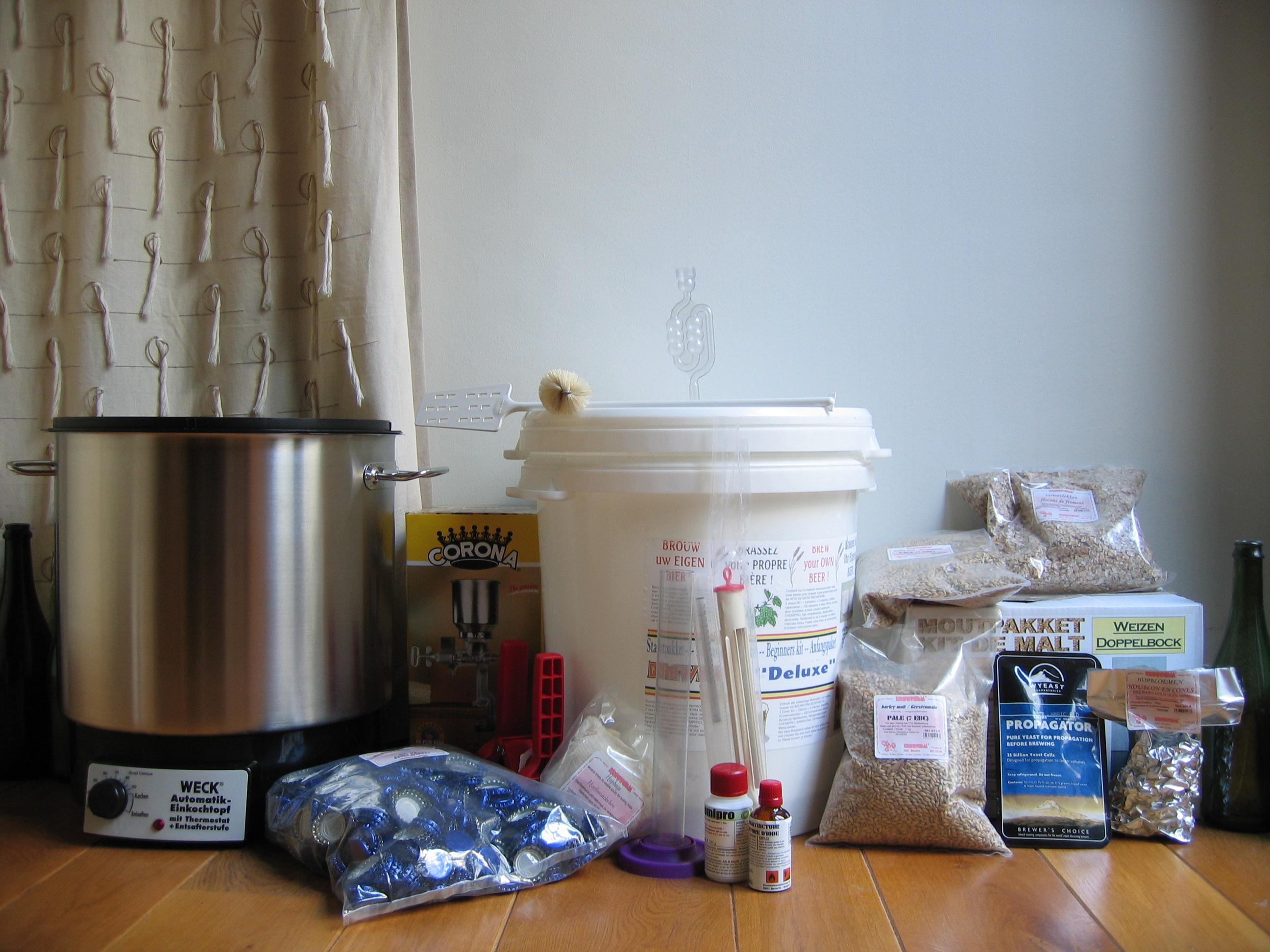
Zestaw do domowej produkcji piwa

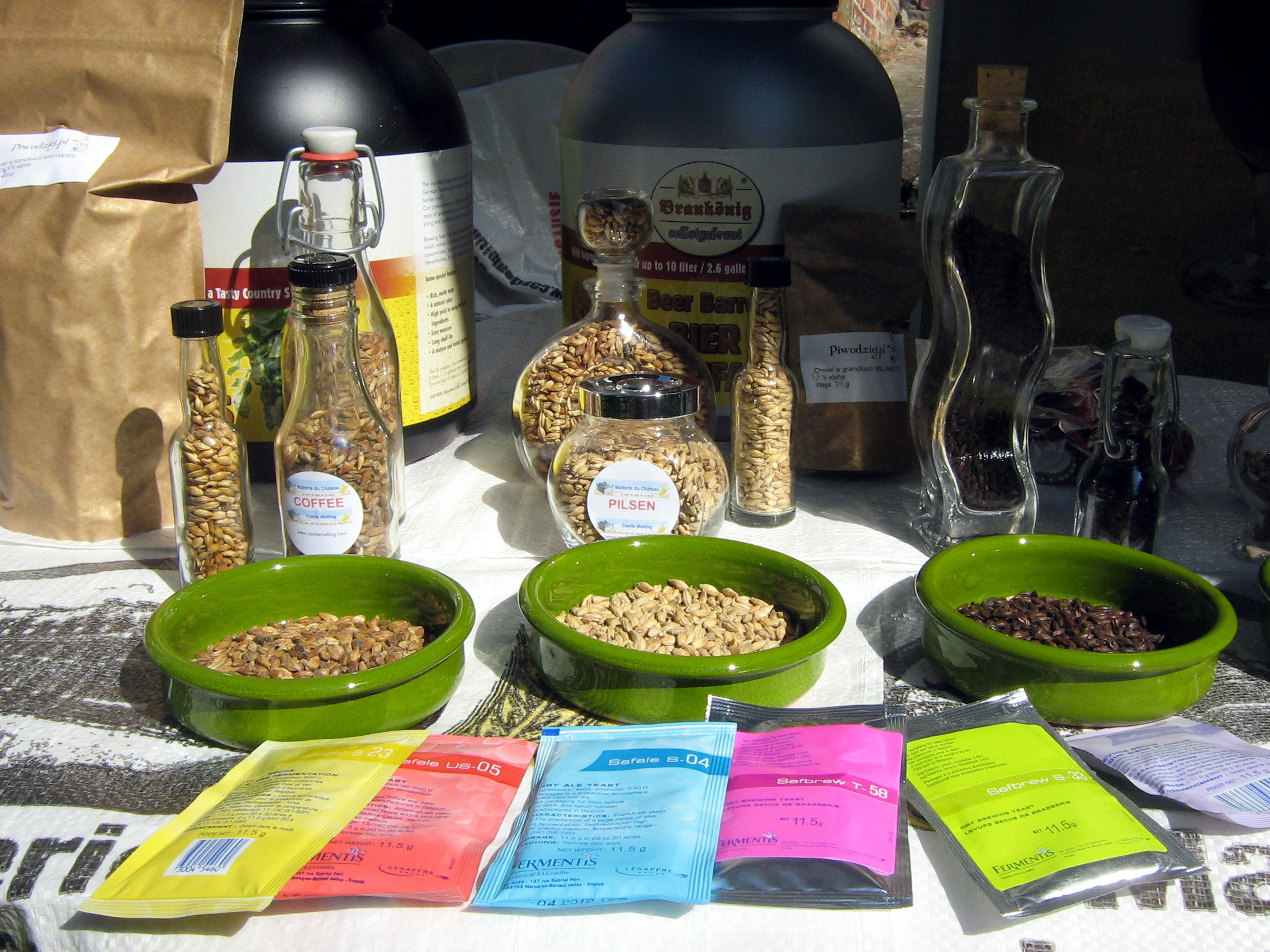
Surowce piwowarskie

Piwowarstwo domowe, piwowarstwo amatorskie – hobby, którego przedmiotem zainteresowania jest samodzielne wytwarzanie piwa na własne potrzeby.

## Domowe warzenie piwa
Warzenie piwa w domu może odbywać się w dwojaki sposób:
- z surowców wymagających ręcznej obróbki
- z gotowych półproduktów typu brew-kit

### Warzenie piwa z procesem zacierania
Aby samodzielnie uwarzyć piwo w domu, należy wykonać następujące etapy:
- Śrutowanie słodu – gotowy słód należy zmielić w domowym śrutowniku. Możliwy jest zakup ześrutowanego słodu, czyli śruty.
- Zacieranie – do 20 litrowego garnka należy wlać 15 litrów wody i powoli wsypać śrutę słodową w ilości 5 kg (na 1 kg zasypu 3 l wody). Mieszając, należy zacier doprowadzić do odpowiedniej temperatury. Temperatura zależna jest od receptury i stylu warzonego piwa. W najprostszym wariancie może to być 65 °C. Wodę należy podgrzewać w tempie 1 st./minutę. Następnie należy w tej temperaturze przetrzymać zacier przez 60 minut.
- Próba jodowa – zacieranie kończy się w momencie, kiedy cała skrobia zawarta w słodzie zostanie przerobiona na cukier, który w procesie fermentacji zamieni się na alkohol i dwutlenek węgla. Aby to stwierdzić, należy przeprowadzić próbę jodową. Na biały talerzyk należy kapnąć kroplę jodowego wskaźnika skrobi (płyn Lugola), a następnie dodać odrobinę zacieru. Jeśli płyn nie zmieni koloru, to znaczy, że cała skrobia została przez enzymy przetworzona na cukier, a zacieranie można uznać za zakończone.
- Wygrzew (mash out) – podgrzanie zacieru do temperatury 78-80 °C. Na tym etapie zatrzymywany jest proces przemiany skrobi na cukry proste, a zacier staje się mniej lepki, co pomaga przy filtracji.
- Filtracja – po dokonanym zacieraniu należy oddzielić resztki ziarna (tzw. młóto) od roztworu wodnego. Gotowy przefiltrowany płyn nazywany jest brzeczką.
- Warzenie, czyli gotowanie – następuje teraz właściwe warzenie brzeczki, czyli gotowanie jej przez ok. 60 min. W trakcie gotowania należy dodać chmiel w jednej, dwóch lub trzech dawkach.
- Chłodzenie – gotową brzeczkę należy schłodzić, trzymając ją pod przykryciem w celu uniknięcia zakażenia mikrobami z otoczenia.
- Zadawanie drożdży – schłodzoną brzeczkę należy przelać do fermentora. W ten sposób oddzielane są resztki chmielu i innych osadów. W fermentorze brzeczka zaszczepiana jest drożdżami piwowarskimi.
- Fermentacja burzliwa – po kilku lub kilkunastu godzinach od dodania drożdży następuje tzw. fermentacja burzliwa. Następuje silne pienienie dlatego fermentor winien być tylko lekko przykryty. Etap ten trwa kilka dni.
- Fermentacja cicha – po ustaniu fermentacji burzliwej piwo odciągane jest do kolejnego naczynia w celu przeprowadzenia dojrzewania i leżakowania. Etap ten powinien być przeprowadzony w szczelnym naczyniu zamkniętym rurką fermentacyjną. Trwa zwykle dwa, trzy tygodnie i służy również do sklarowania piwa.
- Rozlew – po przeprowadzonej fermentacji piwo przelewane jest do czystych butelek, do których dodawany jest również surowiec cukrowy (ekstrakt słodowy, glukoza, nieprzefermentowana brzeczka itp.) w celu refermentacji. Butelki są następnie kapslowane przy pomocy ręcznej kapslownicy.
- Degustacja – w wyniku refermentacji w butelce piwo się nagazowuje, klaruje i smakowo układa. Zajmuje to dwa lub trzy tygodnie. Po tym czasie możliwe jest otwarcie butelki i degustacja gotowego piwa.

### Warzenie piwa z ekstraktów słodowych (brew-kit)
Możliwe jest również uproszczone warzenie piwa przy użyciu gotowych ekstraktów słodowych (brew-kit) dostępnych także w wersji z chmielem i instrukcją profilowaną na osiągnięcie odpowiedniego gatunku piwa.

## Piwowarstwo w Polsce

### Aspekt prawny
Warzenie piwa w domu jest całkowicie legalne. Ustawodawstwo polskie nie wymaga żadnych zezwoleń czy licencji. Piwowar domowy zwolniony jest również od obowiązku opłaty podatku akcyzowego, którym objęte jest piwo warzone komercyjnie. Ustawodawca zastrzega jednak, że dotyczy to jedynie piw wytworzonych domowym sposobem przez osoby fizyczne na własny użytek i nieprzeznaczonych do sprzedaży lub innego wprowadzenia na rynek.

### Polskie Stowarzyszenie Piwowarów Domowych
Założone zostało 30 stycznia 2010 r. na zebraniu założycielskim w Cieszynie przez 24 piwowarów-amatorów. Formalny wpis do Krajowego Rejestru Sądowego miał miejsce 3 sierpnia 2010 r.. Pierwszym prezesem stowarzyszenia wybrany został Andrzej Sadownik, w roku 2013 jego następcą został Krzysztof Lechowski. Pierwotnie Stowarzyszenie miało swoją siedzibę w Browarze Zamkowym w Cieszynie, obecnie jest to Warszawa. Stowarzyszenie przeprowadza program certyfikacji sędziów piwnych i wydaje czasopismo Piwowar.

#### Zadania i cele
Głównym celem stowarzyszenia jest upowszechnianie wiedzy o tradycyjnych sposobach wyrobu piwa jako polskiej i światowej spuściźnie cywilizacyjnej i kulturowej. Do priorytetowych zadań organizacji należy m.in.:
- nauczanie warzenia piwa w sposób tradycyjny
- upowszechnianie wiedzy na temat stylów i gatunków piwa
- szkolenia dotyczące technologii piwowarstwa oraz sensorycznej oceny piwa
- organizacja Konkursów Piw Domowych
- krzewienie kultury świadomej degustacji piwa
- kształcenie sędziów piwnych

### Konkursy piw domowych

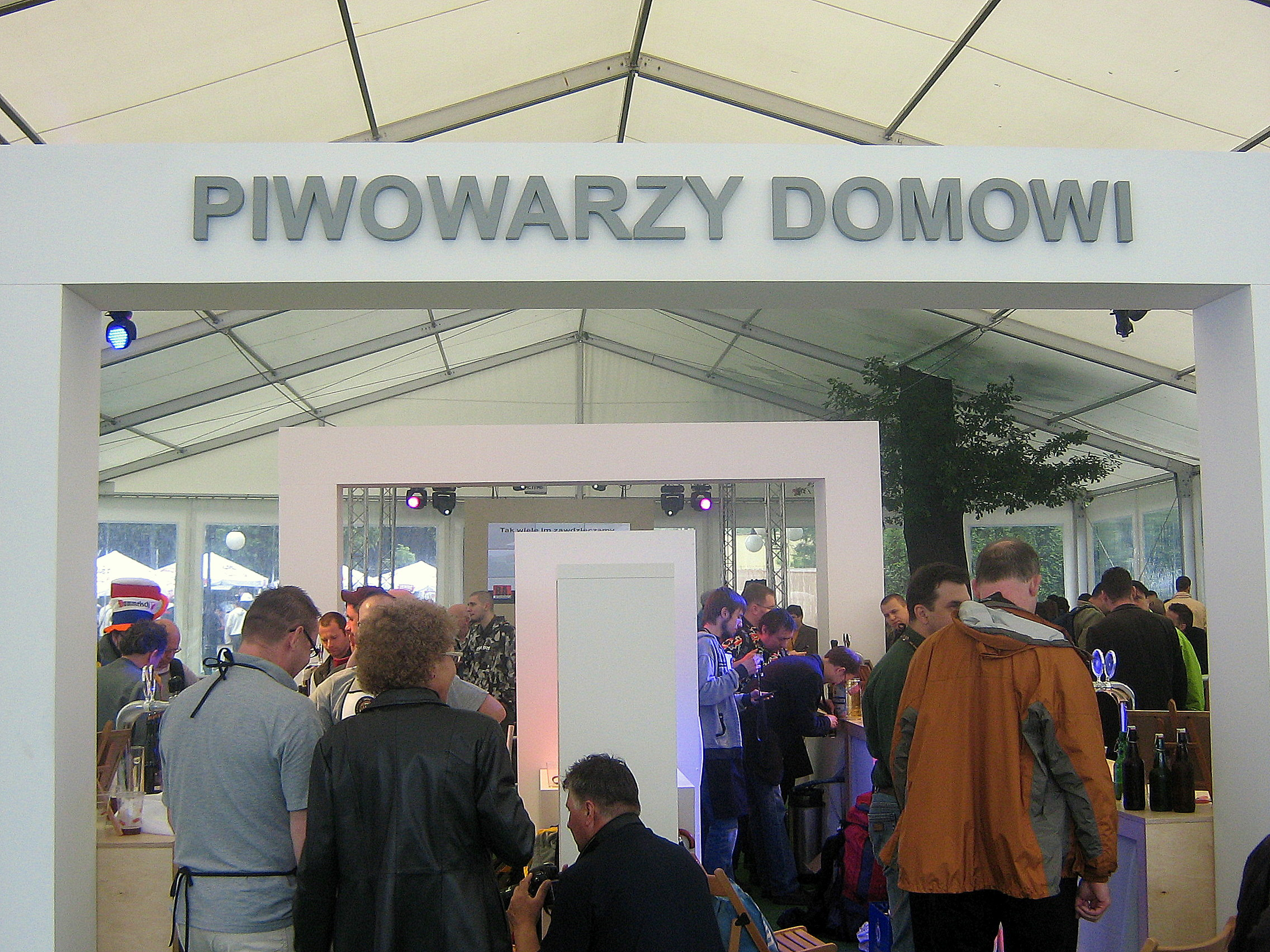
Strefa piwowarów domowych na Festiwalu Birofilia

Od początku XXI wieku piwowarstwo domowe przeżywa rozkwit. Powstają sklepy oferujące niezbędny sprzęt i surowce, zakładane są portale i fora internetowe, na których piwowarzy domowi wymieniają się swoimi doświadczeniami. Odpowiedzią na duże zainteresowanie domowym warzeniem piwa są również konkursy, na których piwowarzy domowi mogą w różnych kategoriach skonfrontować swoje piwa. Najstarszym konkursem jest Konkurs Piw Domowych rozgrywany od roku 2003 podczas Festiwalu Birofilia w Żywcu. Trzy lata młodszy jest Konkurs Piw Domowych we Wrocławiu, odbywający się w ramach Wrocławskich Warsztatów Piwowarskich podczas Festiwalu Dobrego Piwa. Konkursy odbywają się również na Pomorzu, w Grodzisku Wielkopolskim, Poznaniu, Częstochowie oraz w innych miejscowościach.